# Вільям Філліпс (генерал)
Вільям Філліпс (нар. 1731 — 13 травня 1781) — відомий британський артилерист і генерал-офіцер британської армії.
Служив генерал-майором під час Війни за незалежність США.

## Біографія

### Рання кар'єра
Філліпс вступив до академії у Вулвічі і згодом приєднався до Королівської артилерії. Його служба в битві при Міндені принесла йому репутацію чудового офіцера. До початку Війни за незалежність США він отримав звання полковника британської армії. Служив командиром артилерії у Вулвічі та лейтенантом губернатора Віндзорського замку, і зрештою був обраний депутатом від Боробріджа.

### Війна за незалежність США
Філліпс отримав звання генерал-майора і був відправлений до Квебеку в 1776 році разом зі своїми друзями — генералом Генрі Клінтоном і генералом Джоном Бергойном, щоб стати командувачем усієї артилерії в провінції. Губернатор сер Ґай Карлтон призначив його начальником верфі в Сент-Джонсі, де разом з капітаном сером Чарльзом Дугласом він наглядав за будівництвом невеликого флоту кораблів, які билися з американцями під проводом Бенедикта Арнольда в битві біля острова Валькур. Пізніше він брав участь у відвоюванні форту Тікондерога.

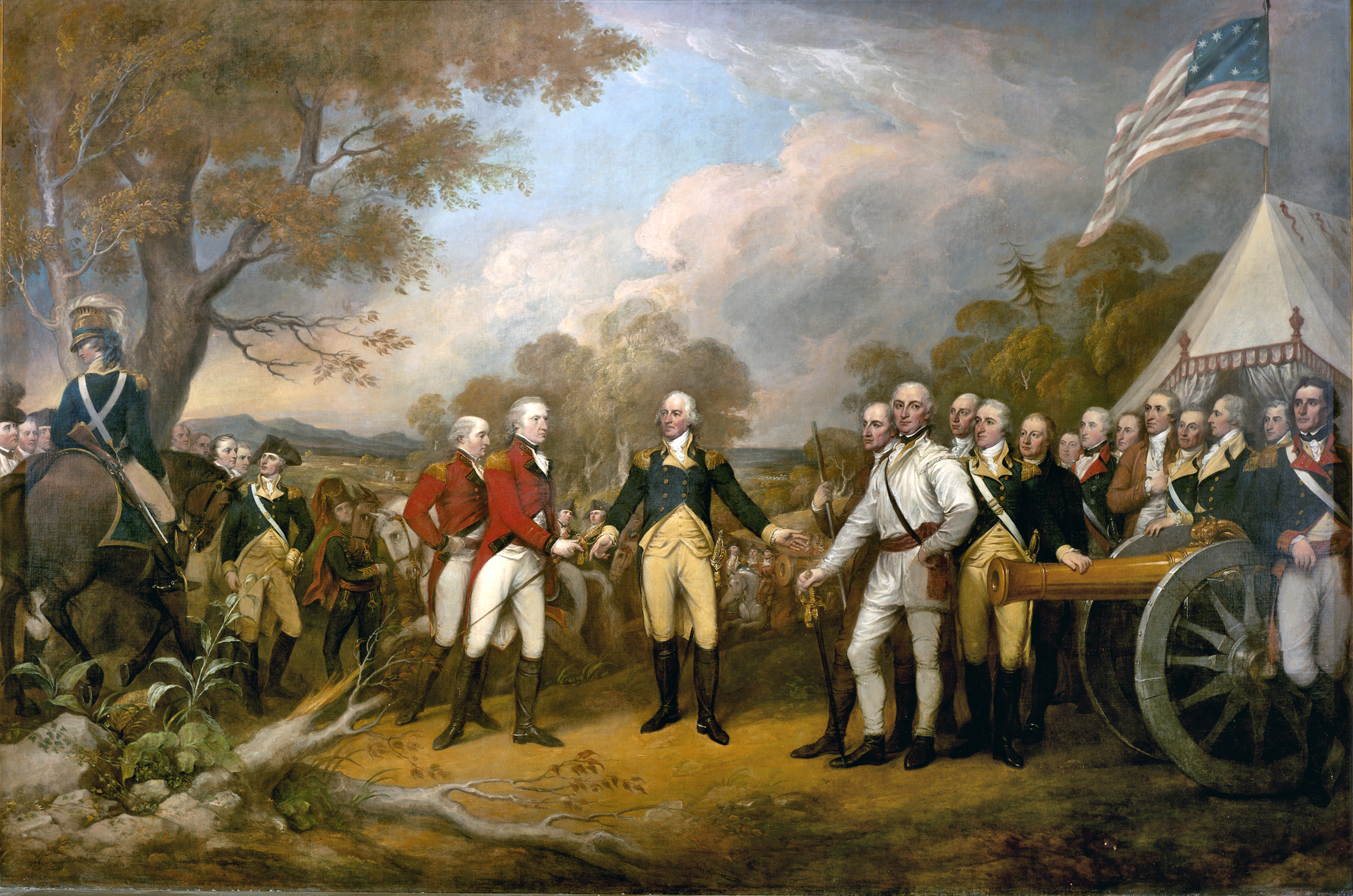

У складі армії Бургойна він потрапив у полон під Саратогою в 1777 році. Він зображений на картині «Капітуляція генерала Бергойна» Джона Трамбалла. Потім був в складі Конвентної армії, поки його не обміняли на американського генерала Бенджаміна Лінкольна в 1780 році. Перебуваючи у полоні у Вірджинії, він був одним із британських офіцерів, яких розважали в домі Томаса Джефферсона. Після обміну він знову зміг битися, і Клінтон відправив його з Нью-Йорка зустрітися з бригадним генералом Бенедиктом Арнольдом (який перейшов на бік Великої Британії) у Вірджинії.
По дорозі до зустрічі з генералом Корнуоллісом він сильно заразився або тифом, або малярією. Помер 13 травня 1781 року в Пітерсберзі, штат Вірджинія.Похований там біля Блендфордської церкви.
Коли він лежав тяжко хворий, у будинку родини Боллінгів, відомої як Боллінгбрук, британські війська в Пітерберзі були обстріляні з гармат маркіза де Лафайєта, розташованих на висоті на північ від річки, сьогодні відомої як Колоніал-Гайтс, штат Вірджинія. Вважається, що його останні слова — сказані після того, як снаряд влучив у дім і вбив афроамериканську служницю на ім'я Моллі — були: «Хіба цей хлопець не дозволить мені померти спокійно?». Можливо, Філліпс і Моллі були поховані разом, для запобігання ідентифікації. Томас Джефферсон описав його як «Найбільш горду людину з найбільш гордої нації на Землі».